# Erik Falhem
Erik Falhem, född 20 april 1759 i Falu Kristine församling, Kopparbergs län, död 13 oktober 1816 i Stora Kopparbergs församling, Kopparbergs län, var en svensk bergsman och riksdagsman. Han var son till bergsmannen Johan Eriksson (1724–1779) och far till bergsmannen Erik Falhem och bruksägaren Gustaf Falhem.

## Biografi
Erik Falhem var bergsman och sedermera bergsrådman i Falun. Han var riksdagsman i borgarståndet för Falu bergslags valdistrikt vid riksdagarna 1800 och 1812.